# Rungia guineensis
Rungia guineensis är en akantusväxtart som beskrevs av Hermann Heino Heine. Rungia guineensis ingår i släktet Rungia och familjen akantusväxter. Inga underarter finns listade i Catalogue of Life.